# VRSAP
VRSAP, viết tắt của Vietnamese River System and Plain, là một mô hình toán thủy lực một chiều, do phó giáo sư Nguyễn Như Khuê xây dựng vào cuối thập niên 1970. Mô hình VRSAP có thể được áp dụng cho hệ thống sông tự nhiên/kênh dẫn kết hợp với các ô ruộng hai bên bờ. Các số liệu đầu vào bao gồm:
- sơ đồ hệ thống sông và ruộng
- hình dạng mặt cắt và đặc trưng thủy lực của lòng sông
- một số đặc trưng hình học của ruộng
- các biên lưu lượng, biên mực nước, biên độ mặn
- lượng mưa rơi trên mặt ruộng

Kết quả tính toán bao gồm:
- quá trình mực nước và lưu lượng tại các vị trí khác nhau trên sông
- diễn biến của mực nước trên các khu ruộng
- lượng nước trao đổi giữa sông và ruộng
- quá trình biến đổi độ mặn tại các vị trí khác nhau trên sông

## Phần mềm
Phần mềm tính toán thủy lực đầu tiên trên cơ sở mô hình VRSAP được GS. Nguyễn Như Khuê viết bằng Fortran 77. Các file đầu vào và kết quả tính toán đều có dạng văn bản (text).
Trước đây phần mềm còn có tên là KRSAL.

## Ứng dụng
Mô hình VRSAP trên thực tế đã được sử dụng tính toán xâm nhập mặn cho đồng bằng sông Cửu Long, thoát lũ cho hệ thống sông Hồng và một số hệ thống sông khác ở Việt Nam.